# Hertiginnan av Västergötland Kronprinsessan Victorias lopp
Hertiginnan av Västergötland Kronprinsessan Victorias lopp är en årlig travtävling för varmblodiga hästar som körs i början av juni på Axevalla travbana utanför Skara. Hästar som sprungit in mellan 250 001 och 650 000 kronor får delta i loppet, och deltagande hästar körs av inbjudna kvinnliga körsvenner. Loppet har körts varje år sedan 1993, och har idag en prissumma på 150 000 kronor. Loppet körs samma dag som Guldstoet.

## Rekord
Den kusk som vunnit loppet flest gånger är Susanne H. Osterling med fem segrar (2009, 2010, 2016, 2017, 2019). Den största skrällen i loppets historia är 2007 års vinnare Prima Stella som segrade till oddset 17,51. Den snabbaste vinnartiden i loppets historia innehar 2021 års vinnare Starbec's A. To Z. som segrade på tiden 1.12,2.

## Vinnare
| År   | Häst               | Kusk                  | Tränare            | Odds  | Tid    |
| ---- | ------------------ | --------------------- | ------------------ | ----- | ------ |
| 2024 | Wishful Order      | Kajsa Frick           | Thor Borg          | 3,11  | 1.12,3 |
| 2023 | Benita Winner      | Kajsa Frick           | Frida Berg         | 10,59 | 1.13,6 |
| 2022 | No Doubt           | Emilia Leo            | Emilia Leo         | 2,70  | 1.13,4 |
| 2021 | Starbec's A. To Z. | Kajsa Frick           | Anders Svanstedt   | 5,23  | 1.12,2 |
| 2020 | Southwind Queen    | Rebecca Dahlén        | Riccardo Bianchi   | 6,66  | 1.13,3 |
| 2019 | Sanda Love         | Susanne H. Osterling  | Robert Bergh       | 3,66  | 1.13,2 |
| 2018 | Masterglide        | Henriette Larsen      | Peter Untersteiner | 6,58  | 1.13,7 |
| 2017 | Mellby Drake       | Susanne H. Osterling  | Robert Bergh       | 5,44  | 1.12,9 |
| 2016 | Digital Control    | Susanne H. Osterling  | Robert Bergh       | 3,48  | 1.13,1 |
| 2015 | Rapide du Pommeau  | Linda Sedström        | Flemming Jensen    | 5,42  | 1.14,6 |
| 2014 | Naglo Del Nord     | Catrin Fajersson      | Veijo Heiskanen    | 4,59  | 1.14,1 |
| 2013 | Avanti L.M.        | Kajsa Frick           | Bo Falsig          | 4,94  | 1.15,7 |
| 2012 | Klio Face          | Jenni H. Åsberg       | Lutfi Kolgjini     | 6,38  | 1.15,6 |
| 2011 | Beatasine          | Hanna Olofsson        | Keijo A. Svart     | 2,14  | 1.14,5 |
| 2010 | Giddson            | Susanne H. Osterling  | Alf Engerby        | 3,71  | 1.13,3 |
| 2009 | Smash Express      | Susanne H. Osterling  | Alf Engerby        | 8,90  | 1.15,0 |
| 2008 | Quantum Classic    | Elin Gustavsson       | Sören Lennartsson  | 2,20  | 1.15,2 |
| 2007 | Prima Stella       | Elin Gustavsson       | Christer Andersson | 17,51 | 1.15,1 |
| 2006 | Rubin Scoop        | Charlotta B. Svensson | Håkan K. Persson   | 9,86  | 1.14,4 |
| 2005 | Kahili             | Charlotta B. Svensson | Stefan Persson     | 3,06  | 1.14,2 |
| 2004 | Claes Palema       | Linda Hedin           | Åke Svanstedt      | 6,27  | 1.14,9 |
| 2003 | Loke Patrol        | Kajsa Frick           | Håkan K. Persson   | 16,06 | 1.15,5 |